# Janko Belak
Janko Belak, slovenski ekonomist, * 15. julij 1946, Gubno.
Diplomiral je 1973 in doktoriral 1981 na Višji ekonomsko-komercialni šoli v Mariboru, kjer je od 1975 tudi zaposlen. Leta 1997 je bil na Ekonomsko-poslovni fakulteti v Mariboru izvoljen za rednega profesorja. Sam ali z drugimi avtorji je objavil je več sto člankov in razprav o podjetniškem planiranju, politiki podjetja in strateškem menedžmentu ter napisal učbenik Politika podjetja in strateški management. (COBISS)  Leta 1999 je bil imenovan za odgovornega urednika knjižne zbirke Menagement in razvoj in revije za menedžment in razvoj MER.